# Малпасс, Дэвид
Дэ́вид Ро́берт Ма́лпасс (англ. David R. Malpass; род. 8 марта 1956, Петоски, Мичиган) — американский экономист, президент Всемирного банка (2019—2023). В 2017—2019 годах заместитель министра финансов по международным делам. Во время президентских выборов в 2016 году Малпасс был старшим экономическим советником Дональда Трампа.

## Биография
Малпасс родом из северного Мичигана.
Малпасс изучал физику в Колорадском колледже, получил степень МВА в Денверском университете. Он также изучал международную экономику в Школе дипломатической службы Джорджтаунского университета. Он говорит на испанском, русском и французском языках.
С 1977 по 1983 год Малпасс работал бухгалтером, контролёром и администратором контрактов в Портленде, штат Орегон.
С февраля 1984 по январь 1993 года занимал экономические должности в администрации президентов-республиканцев. При Рональде Рейгане был заместителем помощника министра финансов. С 1989 по 1990 год занимал пост директора аппарата республиканцев в Объединённом экономическом комитете Конгресса. При Джордже Буше-старшем работал заместителем помощника государственного секретаря.
С 1993 года работал 15 лет в исследовательском отделе инвестиционного банка Bear Stearns, с 2001 года до его коллапса в 2008 году был главным экономистом Bear Stearns.
С 2002 по 2003 год был участником дискуссионной группы Конгресса по бюджетному балансу.
В 2008 году основал нью-йоркскую фирму Encima Global, которая предоставляет ежедневный анализ глобальных экономических и политических тенденций, имеющих отношение к институциональным инвесторам.
В 2010 году баллотировался в Сенат США от штата Нью-Йорк.
Президент Всемирного банка (5 апреля 2019 — 2 июня 2023).
Малпасс часто писал статьи в «The Wall Street Journal» и регулярно писал статьи в журнале «Forbes».
Он является бывшим членом правления Национального комитета по отношениям между Соединёнными Штатами и Китаем, Совета Америк, Экономического клуба Нью-Йорка, Манхэттенского института и корпорации New Mountain Finance.
Малпасс и его жена Адель живут в Нью-Йорке. Адель Малпасс — председатель Республиканской партии Манхэттена. У него четверо детей.